# Capnia iturupiensis
Capnia iturupiensis is een steenvlieg uit de familie Capniidae. De wetenschappelijke naam van de soort is voor het eerst geldig gepubliceerd in 1980 door Zhiltzova.